# Dead to Me (band)
Dead to Me is een Amerikaanse punkband uit San Francisco, opgericht in 2003 door Jack Dalrymple, Brandon Pollack, en Tyson Annicharico. Ze hebben tot dusver drie studioalbums, een ep en twee splitalbums opgenomen en laten uitgegeven.

## Geschiedenis
De band werd opgericht door zanger en gitarist Jack Dalrymple (van One Man Army), drummer Brandon Pollack (van One Man Army) en basgitarist en zanger Tyson Annicharico (van Western Addiction). Deze line-up bleef niet lang hetzelfde: Pollack werd al snel na de oprichting van de band vervangen door Annicharico's neef Ian Anderson en Nathan Grice kwam als tweede gitarist bij de band spelen.
Kort na de tweede uitgave van de band, namelijk de ep Little Brother, verliet Dalrymple, die tevens bij de punkband Swingin' Utters speelt, de band om meer aandacht te besteden aan onder andere zijn pasgeboren kind en zijn nieuwe band. Tijdens zijn afwezigheid nam Grice de zangpartijen van Dalrymple over.
Na twee jaar lang een trio geweest te zijn, werd Dead to Me een kwartet; gitarist Nathan Grice werd namelijk vervangen door twee nieuwe leden, namelijk gitarist en zanger Sam Johnson (van VRGNS en New Mexican Disaster Squad) en gitarist Ken Yamazaki (voormalig lid van Enemy You en Western Addiction). In het najaar van 2014 maakte de band bekend dat Jack Dalrymple weer bij de band zou gaan spelen, waardoor Dead to Me nu vijf leden telde. De band is begonnen met het opnemen van een nieuwe studioalbum in 2015.
Op 21 oktober 2016 werd de nieuwe ep I Wanna Die in Los Angeles uitgegeven door Fat Wreck Chords. Het bevat drie niet eerder uitgegeven nummers van de band.

## Discografie

### Studioalbums
- Cuban Ballerina (2006)
- African Elephants (2009)
- Moscow Penny Ante (2011)

### Ep's en singles
- Little Brother (2008)
- Wait for It... Wait for It!! (2010)
- I Wanna Die in Los Angeles (2016)

### Splitalbums
- Split 7" w/ Riverboat Gamblers & Off With Their Heads (2011)
- Split 7" w/ The Flatliners- Under the Influence Vol. 16 (2011)

### Videoclips
- "Special Professional" (2006)
- "The Monarch Hotel" (2011)
- "Ran That Scame" (2011)
- "The Hand with Inherited Rings" (2012)